# Vitis riparia
Vitis riparia Michx., 1803 è una pianta arbustiva rampicante della famiglia Vitaceae, appartenente al raggruppamento delle "viti americane", che comprende Parthenocissus quinquefolia, Vitis labrusca (uva fragola), Vitis rupestris, Vitis berlandieri.
Questa specie è diffusa spontaneamente in gran parte del territorio degli Stati Uniti d'America, dalla costa atlantica fino alle Montagne Rocciose.
È stata introdotta in Europa per impiegarla come portinnesto della vite europea in quanto l'apparato radicale è tollerante agli attacchi della Fillossera. In Italia hanno avuto una notevole diffusione due selezioni "pure", in realtà derivate dalla semina di vinaccioli di incerta provenienza, la Riparia Gloire de Montpelier e la Riparia Grande Glabre. Le selezioni di Riparia sono particolarmente esigenti in quanto sono intolleranti al calcare, preferendo quindi suoli neutri o lievemente acidi, richiedono terreni fertili, freschi e profondi.
Attualmente non hanno più impiego in quanto sostituite da portinnesti ibridi, tuttavia insieme alla Berlandieri trova larghissimo impiego nella produzione degli ibridi.